# Odontomyia opertanea
Odontomyia opertanea är en tvåvingeart som beskrevs av White 1916. Odontomyia opertanea ingår i släktet Odontomyia och familjen vapenflugor. Inga underarter finns listade i Catalogue of Life.